# Super-Lapin
Pour plus de détails, voir Fiche technique et Distribution.
Super-lapin (Super-Rabbit) est un cartoon Merrie Melodies réalisé par Chuck Jones en 1943 et mettant en scène Bugs Bunny et Smith la terreur, un cow-boy détestant les lapins.

## Synopsis
Nous découvrons Bugs en super héros. Il est super-rapide, super puissant et fait des sauts super haut. Le narrateur nous raconte comment Bugs est devenu Super-Lapin : un savant dans son laboratoire avait créé des super carottes donnant des super pouvoirs et décidait de les tester sur Bugs. Ce dernier, en regardant un article parlant d'un texan haineux envers les lapins (Smith la terreur), voulut lui donner une correction.
Après l'avoir fait passer pour un cheval, Bugs fait preuve de son invincibilité à Smith, en jouant au basket-ball avec un boulet de canon, et de sa ruse, en faisant passer Smith et son cheval pour ses supporters. Après avoir vaincu une fois de plus Smith, Bugs perd ses carottes au profit des deux antagonistes mais il réussit à s'échapper en se déguisant en soldat de la Marine.